# Compton (Kalifornien)
Compton ist ein Vorort der Millionenstadt Los Angeles im US-Bundesstaat Kalifornien. Die Stadt hatte zur Volkszählung 2020 95.740 Einwohner und liegt rund 20 km südwestlich von der Innenstadt von Los Angeles am Los Angeles River im Zentrum des Los Angeles County. Compton wurde nach Griffith D. Compton benannt, der eine Gruppe von Siedlern im Jahr 1867 an diesen Ort führte.
Die Stadt besteht größtenteils aus Arbeiterfamilien, hat aber auch Mittelschichtviertel und einige Stadtviertel mit sehr armen Bewohnern. Teile Comptons wurden in den späten 1980er Jahren für die Bandenkriege der Bloods, Crips, sowie hohe Kriminalität bekannt. Compton gehörte zu den Ursprungsorten des Gangsta-Rap; das Hip-Hop-Album Straight Outta Compton und Gruppen wie Compton’s Most Wanted und insbesondere N.W.A machten die Stadt überregional bekannt. Ferner stellt der Stadtteil Compton in dem Kriminalfilm Jackie Brown von Regisseur Quentin Tarantino von 1997 einen Schauplatz der Handlung dar.

## Geografie
Die Stadt Compton befindet sich etwa in der Mitte der zwischen dem San-Gabriel-Gebirge und der Pazifikküste gelegenen und dicht besiedelten Großraumregion von Los Angeles. Sie liegt eben auf einer Höhe von rund 15 Metern und schließt unmittelbar an die Nachbarstädte Carson, Lynwood und Paramount sowie die gemeindefreien Orte Dominguez, East Compton und Willowbrook an.

## Geschichte

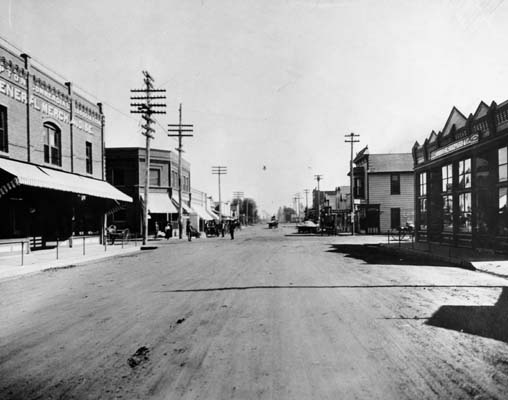
Main Street, Compton, 1914

Die Geschichte der Stadt Compton geht bis ins spätere 18. Jahrhundert zurück, als das Gebiet, auf dem der Großteil der heutigen Stadt liegt, von den Spaniern entdeckt und eingenommen wurde. Das spanische Königreich übertrug im Jahr 1784 Juan José Dominguez, einem einstigen Soldaten des Landes, ein rund 300 km² großes Gebiet, das den südwestlichen Teil des heutigen Großraums von Los Angeles einnahm. Im Osten wurde es etwa ab Höhe des heutigen Compton bis zur Meeresküste im Süden (heute Long Beach) vom Los Angeles River begrenzt, in westlicher Richtung reichte das als Rancho San Pedro bekannte Land über die Palos-Verdes-Halbinsel und Manhattan Beach ebenfalls bis zur Pazifikküste.
Nach dem Mexikanisch-Amerikanischen Krieg (1846–1848) fiel das Gebiet an die Vereinigten Staaten. 1866 erwarben mit Francis Temple und Fielding Gibson zwei US-Amerikaner ein rund 19 km² großes Gebiet, auf dem im Juli 1867 in Höhe der heutigen Wilmington Avenue die erste permanente Besiedlung begann. Noch im Sommer des gleichen Jahres erreichte eine Gruppe von Siedlern unter der Führung von Griffith Dickenson Compton und William Morton den seinerzeit noch als Gibsonville bezeichneten Ort am Los-Angeles-Fluss und gründeten im Herbst 1868 die kleine Gemeinde Comptonville.
Den auf „Compton“ verkürzten Namen erhielt die Siedlung bereits im Sommer des Folgejahres, als die US-amerikanische Postbehörde bei der Bewilligung eines eigenen Postamtes die Bürger um eine Umbenennung bat, um bei der Briefzustellung Irritationen mit einer bereits nördlich von Sacramento gegründeten Minenstadt zu vermeiden. Am 11. Mai 1888 wurde die gemeindefreie Siedlung schließlich zur Stadt Compton erschlossen.
Die Stadt Compton sieht sich seit Jahrzehnten einer enormen Bandenkriminalität ausgesetzt, bei der es zwischen rivalisierenden Gruppen immer wieder zu blutigen Auseinandersetzungen kommt. Im Jahr 1988 machte die Hip-Hop-Musikgruppe N.W.A in ihrem Musikalbum Straight Outta Compton auf die ihrer Meinung nach herrschende Gesetzlosigkeit in Compton aufmerksam und rückte den Vorort Los Angeles’ damit in den Blickpunkt der Medien.

## Bevölkerung

### Demografie
Das Durchschnittsalter der Bürger von Compton liegt bei 25 Jahren, der Anteil der unter 18-Jährigen lag bei der Volkszählung im Jahr 2000 bei 38,5 %. Die Zensusbehörde ermittelte ferner, dass bei den über 18-Jährigen auf 100 Frauen – statistisch gesehen – 91,2 Männer kommen. Mehr als die Hälfte (56,8 %) der Einwohner waren Hispanics, ein Anteil von 40,3 Prozent entfällt auf die Afroamerikaner.
Das durchschnittliche Einkommen eines Haushalts liegt bei 31.819 US-Dollar, das mittlere Einkommen einer Familie liegt bei 33.021 Dollar. Männer verdienen im Schnitt 22.698 Dollar, Frauen bringen es dagegen auf durchschnittlich 24.692 Dollar. Das Pro-Kopf-Einkommen liegt bei 10.389 Dollar. 28 % der Einwohner sowie 25,5 % der Familien leben unterhalb der Armutsgrenze.
Die Zusammensetzung der Bevölkerung nach Race gliederte sich 2000 wie folgt:
- 56,8 % Latinos und Hispanics aller Nationalitäten
- 40 % nicht hispanische Schwarze und Afroamerikaner
- 1,0 % nicht hispanische Weiße
- 1,0 % Indigene Amerikaner (Indianer)
- 1,2 % andere und zwei oder mehr Nationalitäten

2010 war die Zusammensetzung der Bevölkerung wie folgt:
- 32,9 % Schwarze und Afroamerikaner
- 25,9 % Weiße
- 0,7 % Pazifische Insulaner
- 0,7 % Indigene Amerikaner
- 0,3 % Asiaten
- 36,2 % andere Nationalitäten
- 3,4 % zwei oder mehrere Nationalitäten

- 65,0 % waren Latinos und Hispanics aller vertretenen Nationalitäten

### Kriminalität
Seit den 1950er Jahren zogen immer mehr schwarze Familien nach Compton, was zu einem rapiden Auszug weißer Familien (white flight) und schneller Senkung der Immobilienpreise führte, was nun wiederum weniger bemittelte Familien anzog. Nach den Unruhen in Watts im Jahr 1965 nahm die Kriminalität in Compton stark zu, als viele Mittelschichtfamilien und Unternehmen flohen, Arbeitsplätze schwerer zu finden waren und der Bezirk stark verarmte.
2020 hatte Compton die achthöchste Kriminalitätsrate, die vierzehnthöchste Mordrate in den Vereinigten Staaten und den Ruf, eine der gefährlichsten Städte in den USA zu sein. Die Kriminalitätsrate lag 2018 um ein Vierfaches über dem Landesdurchschnitt. Der Hauptgrund der hohen Mordrate sind die Bandenkriminalität und, wie in den gesamten USA, die hohe Verbreitung der Schusswaffen. Da den örtlichen Polizeibeamten immer wieder eine Verstrickung in die Auseinandersetzungen der Gangs vorgeworfen worden war, löste die Stadtverwaltung von Compton im Jahr 2000 die gesamte Polizeibehörde auf. Seither wird die Polizeigewalt vom Los Angeles County Sheriff's Department wahrgenommen.

## Verkehr

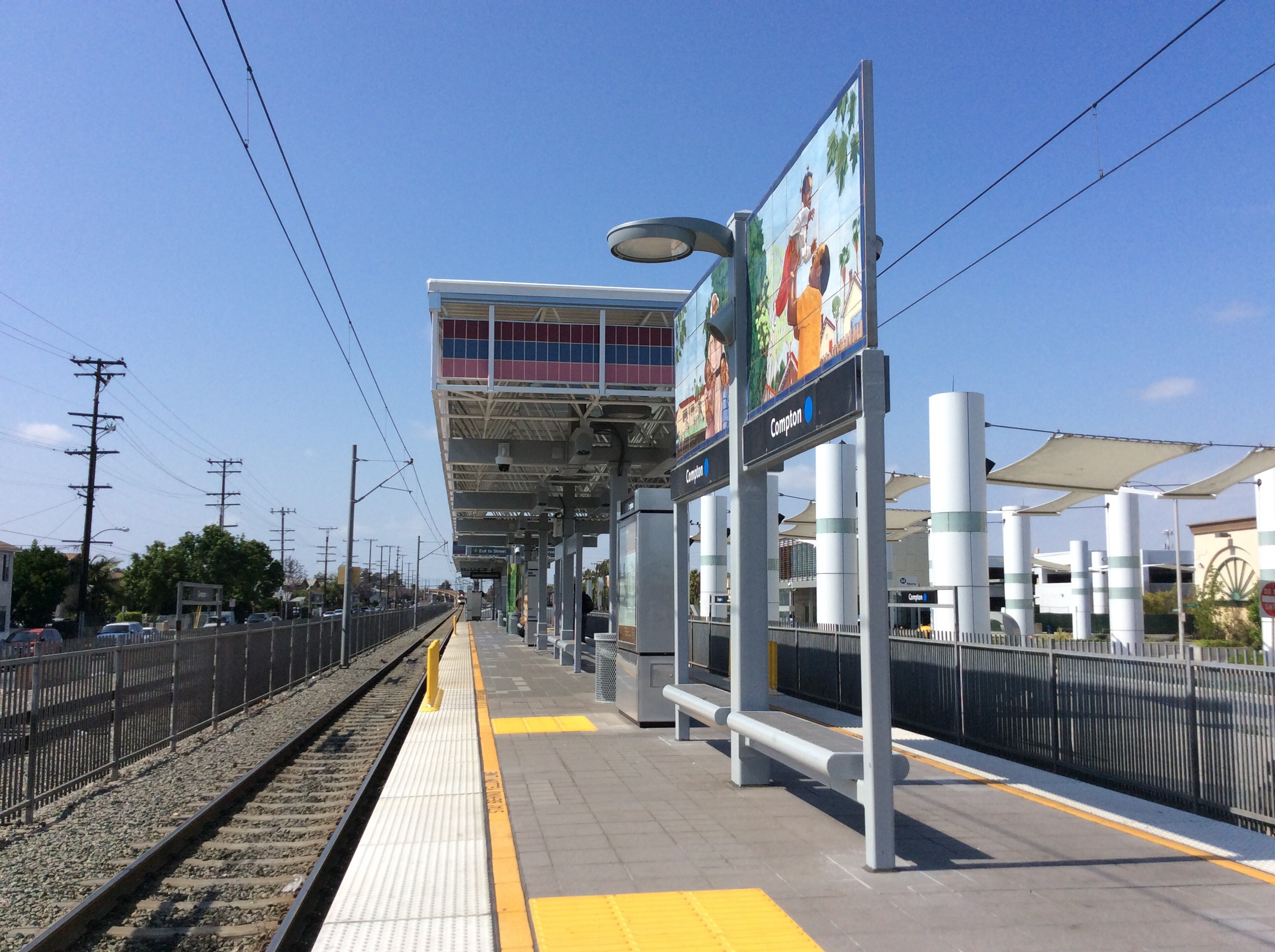
Station Compton der Metro Los Angeles

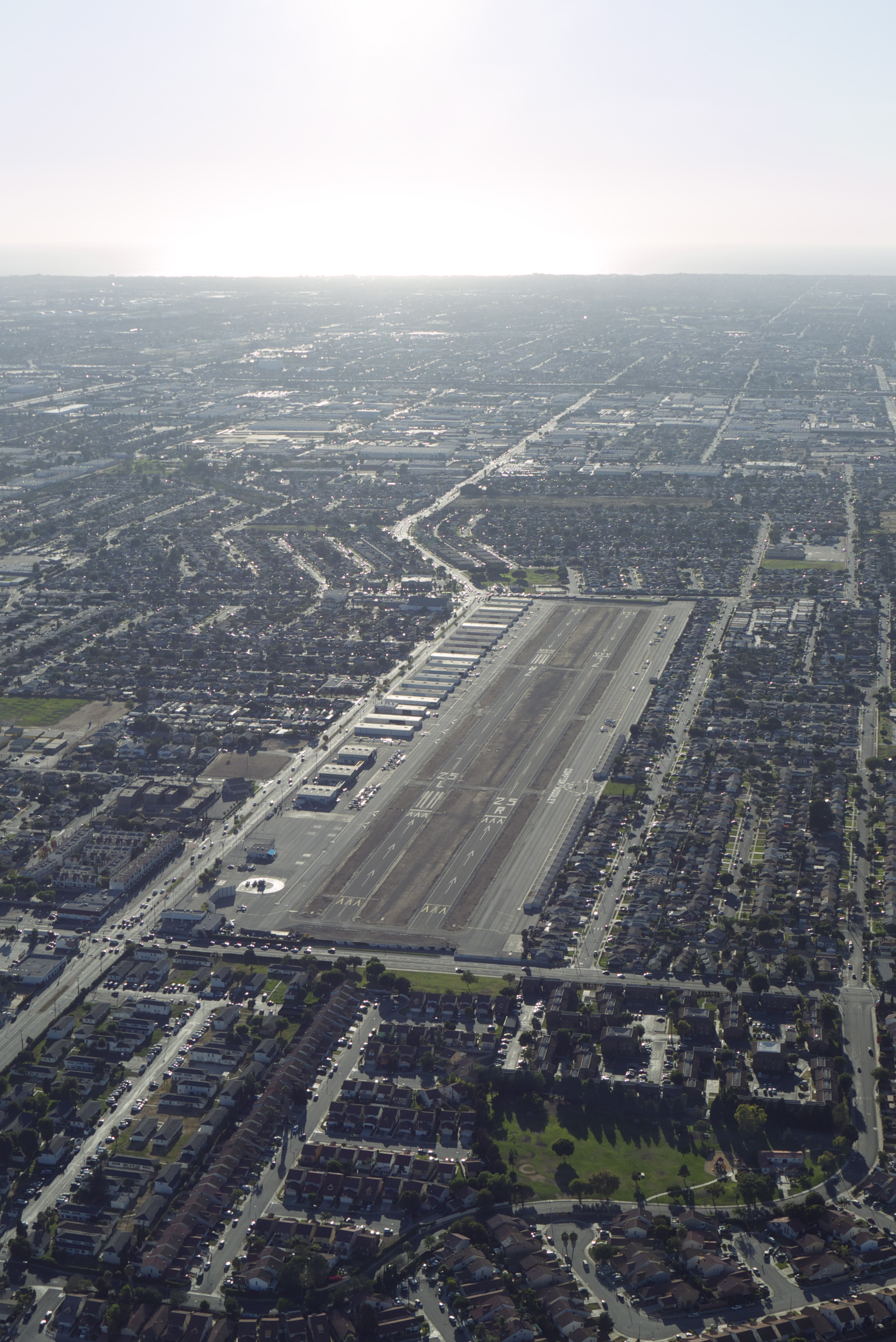
Flughafen Compton-Woodley

Compton wird mit den Interstates 105, 110, 405 und 710 sowie der California State Route 91 von fünf Fernstraßen erschlossen. Mit dem Compton/Woodley Airport verfügt Compton über einen eigenen Flughafen.
Außerdem ist Compton durch die von Nord nach Süd verlaufende Blaue Linie an die Metro Los Angeles angeschlossen. Die Compton Station befindet sich im Zentrum der Stadt neben dem Renaissance Shopping Center und die Artesia Station befindet sich an der Acacia Avenue.

## Kultur und Sehenswürdigkeiten
Das Heritage House (Haus für Kulturerbe) nahe der Civic Center Plaza beschäftigt sich mit der Geschichte der Stadt. Das in einem rustikalen Gebäude an der Ecke Myrrh und Willowbrook gelegene Museum veranschaulicht dabei die starken Unterschiede zwischen dem einfachen Leben im 19. Jahrhundert mit dem an den Fortschritt angepassten Lebensstil der heutigen Zeit. Weitere kulturelle Stätte ist das Tomorrow's Aeronautical Museum, ein in die Zukunft blickendes Luftfahrtmuseum mit Jugendprogrammen und einer Ausbildungsstätte. Auf sportliche Talente Südkaliforniens richtet sich dagegen das Augenmerk der Major League Baseball Academy, die junge Baseballer fördert.
Anfang Dezember findet in Compton ein alljährlicher Weihnachtsumzug (Annual Compton Christmas Parade) statt; die Veranstaltung im Jahr 2006 war die 54. in der Geschichte der Stadt. Außerdem findet jedes Jahr am 7. April der Eazy-E Day zu Ehren des verstorbenen Rappers Eazy-E statt.

## Bildungseinrichtungen

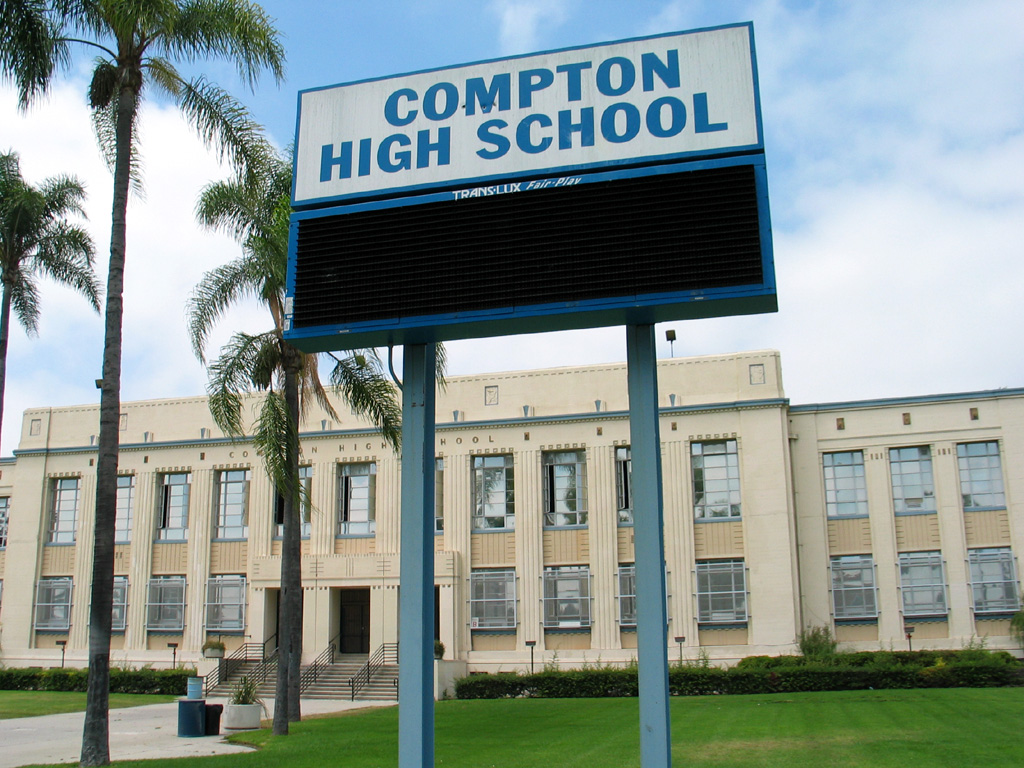
Compton High School

Die Stadt liegt im Compton Unified School District. Der Schulbezirk nimmt momentan am FOCUS-Programm der Universität von Kalifornien (Irvine) Teil, dessen Ziel ist es, Mathematik und Wissenschaft verstärkt zu unterstützen. Mit der Centennial-, der Dominguez- sowie der Compton High School verfügt Compton über drei Sekundarschulen, ferner befinden sich in der Stadt noch zwei Colleges und die Yuin University.

## Städtepartnerschaften
Compton unterhält Partnerschaften mit folgenden Städten:
- Cancún (Mexiko)

## Söhne und Töchter der Stadt
- Nadine Conner (1907–2003), Sängerin
- Dick Attlesey (1929–1984), Hürdenläufer
- Katherine De Hetre (1946–2007), Schauspielerin
- Dennis Johnson (1954–2007), Basketballspieler
- Kevin Costner (* 1955), Schauspieler, Filmproduzent und Regisseur
- Tommy Lister Jr. (1958–2020), Schauspieler und ehemaliger Basketballspieler und Wrestler
- Coolio (1963–2022), Rapper
- Eazy-E (1964–1995), Rapper, ehem. Mitglied von N.W.A, Gründer des Labels Ruthless Records
- Dr. Dre (* 1965), Rapper und Hip-Hop-Produzent, ehem. Mitglied von N.W.A, Gründer des Labels Aftermath Entertainment
- Krist Novoselic (* 1965), Bassist der ehemaligen Grunge-Band Nirvana
- Suge Knight (* 1965), Hip-Hop-Produzent
- Yella (* 1967), DJ, Musikproduzent und Filmregisseur, ehem. Mitglied von N.W.A
- MC Eiht (* 1967), Rapper
- King Tee (* 1968), Rapper
- MC Ren (* 1969), Rapper, ehem. Mitglied von N.W.A
- DJ Quik (* 1970), Hip-Hop-DJ und Produzent
- LaToya Cantrell (* 1972), Politikerin
- Dominique Arnold (* 1973), Leichtathlet
- Orlando Anderson (1974–1998), Gangmitglied und der mutmaßliche Mörder von Tupac Shakur
- B. G. Knocc Out (* 1975), Rapper
- Terrance Quaites (* 1976), R&B-Sänger
- India (* 1977), Tänzerin, Sängerin und ehemalige Pornodarstellerin
- Mausberg (1979–2000), Rapper
- The Game (* 1979), ehemals Mitglied der Gruppe G Unit, Mitgründer des Plattenlabels The Black Wall Street Records
- Tayshaun Prince (* 1980), Basketballspieler
- Kendrick Lamar (* 1987), Rapper und Songschreiber
- Charm La’Donna, bürgerlich Charmaine Jordan (* 1988), Tänzerin, Choreografin und Sängerin
- Richard Sherman (* 1988), Footballspieler
- DeMar DeRozan (* 1989), Profi-Basketballspieler bei den Sacramento Kings
- Brandon Jennings (* 1989), Profi-Basketballspieler (Free agent)
- Tyga (* 1989), Rapper, Mitglied bei Young Money
- YG (* 1990), Rapper
- Steve Lacy (* 1998), Singer-Songwriter und Musikproduzent
- Roddy Ricch (* 1998), Sänger, Rapper und Musikproduzent

ebenso:
- 2nd II None, Hip-Hop-Gruppe
- Boo-Yaa T.R.I.B.E., Hip-Hop-Gruppe
- Compton’s Most Wanted, Hip-Hop-Gruppe